# ستيفن ريا
ستيفن ريا (بالإنجليزية: Stephen Rea)‏ مواليد 31 أكتوبر 1946 في بلفاست، هو ممثل أيرلندي بدأ مسيرته الفنية عام 1970.

## الأعمال
- لعبة البكاء
- مقابلة مع مصاص الدماء
- ثاء رمزا للثأر
- ستة وستين
- الصحوة
- يوتوبيا
- أفلام بعد حلول الظلام
- الحرب والسلم

## وصلات خارجية
- ستيفن ريا على موقع IMDb (الإنجليزية)
- ستيفن ريا على موقع الموسوعة البريطانية (الإنجليزية)
- ستيفن ريا على موقع روتن توميتوز (الإنجليزية)
- ستيفن ريا على موقع قاعدة بيانات الأفلام العربية
- ستيفن ريا على موقع ألو سيني (الفرنسية)
- ستيفن ريا على موقع ميوزك برينز (الإنجليزية)
- ستيفن ريا على موقع تيرنر كلاسيك موفيز (الإنجليزية)
- ستيفن ريا على موقع أول موفي (الإنجليزية)
- ستيفن ريا على موقع قاعدة بيانات برودواي على الإنترنت (الإنجليزية)
- ستيفن ريا على موقع قاعدة بيانات الأفلام السويدية (السويدية)